# Ásfjall (kulle i Island, Västfjordarna)
Ásfjall är en kulle i republiken Island. Den ligger i regionen Västfjordarna, 230 km norr om huvudstaden Reykjavík. Toppen på Ásfjall är 579 meter över havet.
Trakten runt Ásfjall är nära nog obefolkad, med mindre än två invånare per kvadratkilometer. Närmaste större samhälle är Ísafjörður, omkring 14 kilometer öster om Ásfjall. Trakten runt Ásfjall består i huvudsak av gräsmarker.